# Janvier 1953
Cette page présente les faits marquants du mois de janvier 1953.

## Évènements
- Quatrième opération du Kuomintang contre la Chine à partir des bases birmanes, qui tourne au désastre. Sur les 30 000 hommes engagés, 6 000 seulement survivront.
- Syrie : les opposants Hourani, Bitar et Aflaq s’enfuient au Liban. Le Parti socialiste arabe de Hourani et le Ba’th décident de fusionner.

- 5 janvier : premier vol du chasseur expérimental italien Ambrosini Sagittario.
- 6 janvier : création de la première compagnie aérienne allemande depuis la fin de la guerre, la Luftag qui deviendra Deutsche Lufthansa en 1954.
- 7 janvier : le président Harry Truman révèle que les États-Unis possèdent la bombe H quelques jours avant de terminer son mandat à la présidence. Il prévient qu’une guerre entraînerait la destruction de l’URSS (Stratégie des représailles massives, 1953-1954). L’explosion moins d’un an après d’une bombe thermonucléaire soviétique inaugure l’ère de l’ « équilibre de la terreur ».
- 8 janvier, France : début du gouvernement René Mayer.
- 12 janvier :
  - France : ouverture à Bordeaux du procès des meurtriers d'Oradour.
  - URSS : arrestation à Moscou de neuf « médecins terroristes », presque tous juifs, accusés d’avoir attenté à la vie de plusieurs dirigeants soviétiques. L’annonce de ce « complot des blouses blanches » marque le début d’une campagne antisémite.
- 14 janvier : Tito, auparavant premier ministre, devient le président de la République fédérale populaire de Yougoslavie.
- 17 janvier : le Dassault MD 454 (Mystère IV), piloté par le Colonel Constantin Rozanoff, est le premier avion français à passer le mur du son.
- 20 janvier : début de la présidence républicaine de Dwight D. Eisenhower aux États-Unis (fin en 1961). John Foster Dulles est nommé secrétaire d’État.
  - L’Administration Eisenhower choisit la « voie moyenne » du « conservatisme progressiste ». Son premier cabinet, composé d'hommes d'affaires (huit millionnaires et un plombier), souhaite renouer avec le libéralisme économique quasi total, le gouvernement n’assurant que la stabilité monétaire. Il réussit à supprimer sans effets désastreux le contrôle des prix et des salaires dès les premiers mois, mais la récession qu’entraîne la fin de la guerre de Corée le contraint, devant l’ampleur du chômage (3,8 millions, 6 % de la population active), à des réductions fiscales peu compatibles avec son objectif d’équilibre budgétaire (3100 millions de déficit en 1953/1954, 4200 en 1954/1955).
- 24 janvier : au Cambodge, Penn Nouth est nommé Premier ministre.
- Nuit du 31 janvier au 1er février : inondations affectant les régions de la mer du Nord. Tempête en Zélande. On compte 1 835 victimes. Les pouvoirs publics néerlandais adoptent des mesures radicales pour assurer la sécurité de la région (plan Delta en 1958).

## Naissances
- 1er janvier : 
  - Philippe Douste-Blazy, homme politique (UMP).
  - Pascal Affi N'Guessan, homme politique ivoirien.
- 3 janvier : Angelo Parisi, judoka français, champion olympique.
- 6 janvier : Malcolm Young, guitariste du groupe AC/DC.
- 8 janvier : Karen Redman, femme politique canadienne.
- 9 janvier : Ahmed Shah Massoud, homme politique et militaire afghan († 9 septembre 2001).
- 10 janvier :
  - Bobby Rahal, pilote automobile américain.
  - Mike Stern, guitariste de jazz américain.
- 11 janvier : Susan Kadis, femme politique canadienne.
- 13 janvier : Derek Hanekom, homme politique sud-africain.
- 14 janvier : Patrick Le Gal, évêque catholique français, évêque aux armées.
- 16 janvier : Suzanne Kala Lobè, journaliste camerounaise († 1er août 2024).
- 19 janvier : Cyprian Kizito Lwanga, Prélat catholique ougandais († 3 avril 2021).
- 22 janvier : Nyan Win, homme politique birman.
- 23 janvier : Daniel Bellec, peintre français.
- 25 janvier : Dževad Karahasan, écrivain et dramaturge bosnien († 19 mai 2023).
- 28 janvier : 
  - Richard Anconina, acteur français.
  - Biljana Jovanović, écrivaine serbe, militante pour la paix et féministe († 11 mars 1996).
  - Christian Kratz, évêque catholique français, évêque auxiliaire de Strasbourg.
- 31 janvier : Aron Atabek, écrivain, poète et dissident politique kazakh.

## Décès
- 1er janvier : Hank Williams, chanteur et musicien américain de musique country (° 17 septembre 1923).
- 2 janvier : 
  - Guccio Gucci, 72 ans, couturier italien, fondateur de la marque Gucci. (° 26 mars 1881).
  - Gordon Daniel Conant, premier ministre de l'Ontario par intérim.
- 5 janvier : Mitchell Hepburn, premier ministre de l'Ontario.
- 9 janvier : Jean Brusselmans, peintre belge (° 13 juin 1884).
- 13 janvier : Alfred Laliberté, sculpteur.
- 25 janvier : Tony Tollet, peintre français (° 6 novembre 1857).
- 26 janvier : Athanase David, sénateur, ministre du Québec.
- 28 janvier : Jérôme Tharaud, écrivain français (° 18 mai 1874).